# Elizabeth Grey

Stemma della famiglia Grey

Elizabeth Grey (1497 – dopo 1548) è stata una nobile inglese.

## Biografia
Era figlia di Thomas Grey, I marchese di Dorset e dell'ereditiera Cecily Bonville, VII baronessa Harington.
Sua nonna paterna era la regina Elisabetta Woodville, la quale dopo esser rimasta vedova del primo marito John Grey di Groby aveva sposato Edoardo IV d'Inghilterra. Sebbene il matrimonio fosse malvisto dalla nobiltà inglese per via del rango sociale inferiore dei Woodville, la famiglia Grey poté beneficiare dell'influenza di Elisabetta.

### Giovinezza
Quando il padre morì nel 1501, il suo titolo passò al figlio maggiore Thomas. All'epoca Elizabeth aveva circa quattro anni. Due anni dopo esser rimasta vedova sua madre Cecily si risposò con Henry Stafford, I conte di Wiltshire, che causò molte controversie sulla loro eredità. Una di quelle volte, il cardinale Thomas Wolsey fu obbligato ad intervenire per conto di Enrico VIII d'Inghilterra ed ordinò sia a Cecily che a Thomas di contribuire alla dote di Elizabeth e delle tre sorelle.
Nel 1514 Elizabeth venne nominata dama d'onore di Maria Tudor che accompagnò in Francia dove avvenne il matrimonio tra la principessa e Luigi XII di Francia. Elizabeth rimase alla corte francese anche dopo che altre nobildonne inglesi furono rimandate a casa; inoltre rimase al servizio, dopo la morte del re, della nuova regina di Francia Claudia, moglie di Francesco I di Francia.
Insieme ad Elizabeth, rimasero al servizio della regina Claudia anche altre due fanciulle inglesi: Anna Bolena e sua sorella Maria.
Elizabeth fu inoltre una delle inservienti di Caterina d'Aragona al campo del Drappo d'Oro nel 1520.

### Matrimonio
Venne data in moglie a Gerald FitzGerald, IX conte di Kildare che sposò a Londra intorno al 1522. Attraverso il matrimonio, suo marito si garantì molta influenza a corte. Tuttavia, pur essendo un matrimonio politico, marito e moglie si piacquero e l'unione risultò felice.
Nel 1523 Elizabeth ritornò col marito in Irlanda, dove egli ricopriva il ruolo di Lord deputato (1524–1525, 1532–1534) e Luogotenente d'Irlanda (1533).
Le lettere scritte da Elizabeth dall'Irlanda e indirizzate in Inghilterra, mostrano l'interesse che la giovane ebbe per la situazione politica del luogo.
Gerald ed Elizabeth ebbero almeno sei figli:
- Lord Gerald FitzGerald, XI conte di Kildare (25 febbraio 1525- 16 novembre 1585), passato alla storia col nome di "The Wizard Earl". Sposò Mabel Browne da cui ebbe discendenza.
- Lady Elizabeth FitzGerald (1527- marzo 1590), conosciuta col nome di "The Fair Geraldine". Sposò prima Sir Anthony Browne e poi Edward Clinton, I conte di Lincoln.
- Lord Edward FitzGerald (17 gennaio 1528-1597), sposò Agnes Leigh da cui ebbe discendenza.
- Lady Mary FitzGerald, che sposò Richard Nugent, III barone Delvin, da cui ebbe discendenza.
- Lord Thomas FitzGerald
- Lady Cecily FitzGerald (?-1547)

Nel 1531 un atto privato del parlamento le donò un reddito di £200 annue oltre al maniero di Portlester.
Nell'ottobre 1533 Elizabeth portò sua figlia Elizabeth FitzGerald alla corte inglese. La fanciulla, di sei anni d'età, divenne subito compagna di giochi della piccola Elisabetta, figlia di Enrico VIII ed Anna Bolena.
Successivamente Elizabeth Grey prese presumibilmente le parti della fazione a corte che complottava contro Anna.
Il marito di Elizabeth, che venne imprigionato nella Torre con l'accusa di corruzione e complotto in Irlanda, morì nel 1534. Elizabeth rimase accanto al marito prendendosene cura per tutto il periodo della prigionia dal luglio 1534 fino alla morte avvenuta 12 dicembre.
Elizabeth si ritirò nel maniero di suo fratello Leonard a Beaumanoir, nel Leicestershire, mentre i figli minori vennero ospitati a corte dal principe Edoardo. Successivamente suo figlio Edward si unì a lei.

### Rivolta in Irlanda
Il figliastro di Elizabeth e cinque cognati vennero giustiziati per aver preso parte alla rivolta di Tyburn nel 1537. Suo fratello Leonard Grey, nel ruolo di Lord deputato d'Irlanda, aveva represso la rivolta. Sua figlia maggiore Elizabeth venne mandata a stare presso la dimora della principessa Maria a Hunsdon e fu durante quel periodo che il poeta Henry Howard, conte di Surrey, immortalò la fanciulla nel suo sonetto chiamandola "The Fair Geraldine".
Suo figlio maggiore Gerald, che non poteva succedere al padre come conte di Kildare essendogli stato tolto ogni diritto di sangue, andò in Irlanda dove si unì ai clan ribelli formando la Geraldine League. Quando la lega venne sconfitta a Monaghan nel 1539, Gerald fuggì sul continente. La fuga del giovane costò caro a suo zio Leonard che venne accusato di complicità e venne giustiziato alla Torre per alto tradimento nel luglio del 1541.
Gerald dapprima andò in Francia, poi in Italia, dove sarebbe rimasto fino al suo ritorno in Inghilterra nel 1548, in compagnia del cappellano di Elizabeth. Egli fu ricevuto a corte dal nuovo re Edoardo VI d'Inghilterra che gli rese le terre confiscate. Riuscì a divenire conte di Kildare nel 1554 sotto il regno di Maria I.
Elizabeth Grey morì in data sconosciuta, dopo il 1548.

## Ascendenza
|                                          |                  |                                          | Genitori                                 |  |  | Nonni |  |  | Bisnonni                             |  |  | Trisnonni     |  |
|                                          |                  |                                          |                                          |  |  |       |  |  | Edward Grey, Barone Ferrers di Groby |  |  | Reginald Grey |  |
|                                          |                  |                                          |                                          |  |  |       |  |  | Edward Grey, Barone Ferrers di Groby |  |  | Reginald Grey |  |
|                                          |                  | Joan Astley                              |                                          |  |  |       |  |  | Edward Grey, Barone Ferrers di Groby |  |  |               |  |
| John Grey di Groby                       |                  |                                          |                                          |  |  |       |  |  | Edward Grey, Barone Ferrers di Groby |  |  |               |  |
|                                          |                  | Elizabeth Ferrers                        | Henry Ferrers, V barone Ferrers di Groby |  |  |       |  |  |                                      |  |  |               |  |
|                                          |                  | Elizabeth Ferrers                        | Henry Ferrers, V barone Ferrers di Groby |  |  |       |  |  |                                      |  |  |               |  |
|                                          |                  | Elizabeth Ferrers                        | Isabel Mowbray                           |  |  |       |  |  |                                      |  |  |               |  |
| Thomas Grey, I marchese di Dorset        |                  | Elizabeth Ferrers                        |                                          |  |  |       |  |  |                                      |  |  |               |  |
|                                          |                  | Richard Woodville                        | Richard Wydevill                         |  |  |       |  |  |                                      |  |  |               |  |
|                                          |                  | Richard Woodville                        | Richard Wydevill                         |  |  |       |  |  |                                      |  |  |               |  |
|                                          |                  | Richard Woodville                        | Elizabeth Bodulgate                      |  |  |       |  |  |                                      |  |  |               |  |
| Elisabetta Woodville                     |                  | Richard Woodville                        |                                          |  |  |       |  |  |                                      |  |  |               |  |
|                                          |                  | Giacometta di Lussemburgo                | Pietro I di Lussemburgo-Saint Pol        |  |  |       |  |  |                                      |  |  |               |  |
|                                          |                  | Giacometta di Lussemburgo                | Pietro I di Lussemburgo-Saint Pol        |  |  |       |  |  |                                      |  |  |               |  |
|                                          |                  | Giacometta di Lussemburgo                | Margherita del Balzo                     |  |  |       |  |  |                                      |  |  |               |  |
| Elizabeth Grey                           |                  | Giacometta di Lussemburgo                |                                          |  |  |       |  |  |                                      |  |  |               |  |
|                                          | William Bonville | William Bonville, I barone Bonville      |                                          |  |  |       |  |  |                                      |  |  |               |  |
|                                          | William Bonville | William Bonville, I barone Bonville      |                                          |  |  |       |  |  |                                      |  |  |               |  |
|                                          | William Bonville | Margaret Grey                            |                                          |  |  |       |  |  |                                      |  |  |               |  |
| William Bonville, VI barone Harington    | William Bonville |                                          |                                          |  |  |       |  |  |                                      |  |  |               |  |
|                                          |                  | Elizabeth Harrington                     | William Harrington, V barone Harrington  |  |  |       |  |  |                                      |  |  |               |  |
|                                          |                  | Elizabeth Harrington                     | William Harrington, V barone Harrington  |  |  |       |  |  |                                      |  |  |               |  |
|                                          |                  | Elizabeth Harrington                     | Margaret Hill                            |  |  |       |  |  |                                      |  |  |               |  |
| Cecily Bonville, VII baronessa Harington |                  | Elizabeth Harrington                     |                                          |  |  |       |  |  |                                      |  |  |               |  |
|                                          |                  | Richard Neville, V conte di Salisbury    | Ralph Neville, I conte di Westmorland    |  |  |       |  |  |                                      |  |  |               |  |
|                                          |                  | Richard Neville, V conte di Salisbury    | Ralph Neville, I conte di Westmorland    |  |  |       |  |  |                                      |  |  |               |  |
|                                          |                  | Richard Neville, V conte di Salisbury    | Joan Beaufort, contessa di Westmorland   |  |  |       |  |  |                                      |  |  |               |  |
| Katherine Neville                        |                  | Richard Neville, V conte di Salisbury    |                                          |  |  |       |  |  |                                      |  |  |               |  |
|                                          |                  | Alice Montacute, V contessa di Salisbury | Thomas Montacute, IV conte di Salisbury  |  |  |       |  |  |                                      |  |  |               |  |
|                                          |                  | Alice Montacute, V contessa di Salisbury | Thomas Montacute, IV conte di Salisbury  |  |  |       |  |  |                                      |  |  |               |  |
|                                          |                  | Alice Montacute, V contessa di Salisbury | Eleanor Holland                          |  |  |       |  |  |                                      |  |  |               |  |
|                                          |                  | Alice Montacute, V contessa di Salisbury |                                          |  |  |       |  |  |                                      |  |  |               |  |